# Paul Palén
Anders Gustaf Paulus „Paul“ Palén (* 4. April 1881 in Garpenberg; † 12. Oktober 1944 in Stockholm) war ein schwedischer Sportschütze.

## Erfolge
Paul Palén nahm an den Olympischen Spielen 1912 in Stockholm teil. Mit der Pistole auf 50 m belegte er den 36. Platz, während er mit der Schnellfeuerpistole auf 30 m hinter Alfred Lane und vor Johan Hübner von Holst den zweiten Platz erreichte und damit die Silbermedaille gewann. In der Mannschaftswertung mit dem Militärrevolver auf 30 m traf die schwedische Truppe sämtliche 120 Ziele und wurde so Olympiasieger.